# Lupin III (videoigre)
Lupin III je manga i anime serijal autora Kazuhika Katoa iz 1967. godine. Serijal prati bandu lopova, čiji je vođa Arsène Lupin III, u njihovim pothvatima u kojima kradu dragocjenosti te bježe pred zakonom.
Glavni lik je unuk Arsèna Lupina, lopova džentlmena iz serije novela Mauricea Leblanca. Pridružuju mu se Daisuke Jigen, revolveraš i Lupinov najbliži prijatelj i suradnik; Fujiko Mine, fatalna žena i Lupinova vječna opsesija; te Goemon Ishikawa XIII, majstor mačevanja. Družbu progoni inspektor Zenigata, cinični Interpolov detektiv čiji je jedini cilj u životu uhititi Lupina.
Do ožujka 2007. godine, Lupin franšiza sastoji se od četiri manga serijala, tri sezone animea, šest dugometražnih kino filmova, dva video izdanja, sedamnaest televizijskih specijala, četrdeset soundtrackova, dvadeset i devet videoigara, i jednoga mjuzikla.

## PopisLupin IIIvideoigara

### Super Cassette Vision
- Lupin III

### MSX
- Lupin III: Castle of Cagliostro
- Lupin III: Legend of the Gold of Babylon

### Arcade
- Lupin III
- Cliff Hanger – Laserdisc videoigra (serija filmskih isječaka koji su se prikazivali pritiskom na određeni gumb, tj. niz naredbi)
- Lupin the 3rd: The Shooting
- Lupin the 3rd: The Typing

### Famicom
- Lupin III: Pandora no Isan – prevodi se kao Pandora's Legacy

### GameBoy
- SD Lupin III Kinko Yaburi Daisakusen

### Super Famicom
- Lupin III: Densetsu No Hihou wo Oe! – prevodi se kao Pursue the Legendary Treasure!

### Sega Saturn
- Lupin the 3rd: The Master File
- Lupin the 3rd: Chronicles
- Lupin III: Sage of the Pyramid – Lupin III videoigra u stilu Tomb Raider videoigara

### Gamecube
- Lupin III: Umi ni Kieta Hihou

### PlayStation
- Lupin III: Chateau de Cagliostro Saikai
- Lupin the 3rd
- HEIWA Parlor! PRO LUPIN the III Special
- PUNCH THE MONKEY! GAME EDITION
- PACHI-SLOT Simulator 7 maker suishou manual
- HEIWA Parlor! PRO Fujiko ni o.ma.ka.se Special
- Parlor! PRO Jr. Vol.2
- Pachinko & Pachislot Parlor! PRO EX CR.Inakappe Daishou A &

### PSP
- Shuyaku wa Zenigata

### PlayStation 2
- Lupin III: Treasure of the Sorcerer King – jedina Lupin III videoigra izdana i distribuirana izvan Japana.
- Lupin III: Majutsu-Ou no Isan
- Slot! Pro Dx: Fujiko 2
- Lupin III: Columbus no Isan wa Akenisomaru
- Slotter Up Core 5 Lupin Daisuki! Shuyaku wa Zenigata
- Lupin III: Lupin niwa shi o, Zenigata niwa koi o

## Vanjske poveznice
- Popis Lupin III videoigara